# نیوتایپ
نیوتایپ (ニュータイプ Nyūtaipu) یک مجله ماهانه ژاپنی است که انیمه و تا حدودی مانگا، سی‌یو، علمی-تخیلی، توکوساتسو، و بازی‌های ویدئویی را پوشش می‌دهد. این ماهنامه توسط شرکت انتشاراتی کادوکاوا شوتن در ۸ مارس ۱۹۸۵ راه‌اندازی شد و از آن زمان تا به حال در دهم هر ماه در ژاپن منتشر شده است.
تا فوریه ۲۰۰۸ نسخه آمریکایی آن به نام Newtype USA وجود دارد. این شامل مطالبی بود که مستقیماً از ژاپنی ترجمه شده و همچنین مطالب اصلی از نسخه ایالات متحده است. محتوا شامل انیمه، مانگا، موسیقی، بازی‌های ویدیویی، بررسی اکشن فیگور، مصاحبه با کارگردان، پروفایل هنرمند و ستون‌های منظم توسط کارشناسان صنعت و مصاحبه‌های کارگردانان است. Newtype USA همچنین شامل هدایایی مانند پوستر، کارت پستال، انتشار مانگا و دی‌وی‌دی می‌باشد.